# 杉本忠恵
杉本 忠恵（すぎもと ちゅうけい、1618年（元和4年） - 1689年11月17日（元禄2年10月6日））は、江戸時代前期の幕府に仕えた医官。イエズス会士であったが、日本において拷問によって棄教し、沢野忠庵（さわの ちゅうあん、忠安とも）と名乗ったクリストヴァン・フェレイラの門人でその娘婿。南蛮外科として幕府に仕えた初めての人物である。

## 生涯
杉本忠庵（元喬）の子として生まれ、伊豆国出身とも長崎出身ともいわれている。名は元政。沢野忠庵に師事し、南蛮外科を習得する。寛文6年（1666年）12月1日、将軍徳川家綱に拝謁する。そして、寛文10年（1670年）12月25日幕医となり、200俵を給される。のちに侍医となり、法眼に叙任された。延宝6年（1678年）京で女院の病の治療を行う。天和3年（1683年）12月21日家督を杉本元真（二代目杉本忠恵)に譲り隠居した。元禄2年（1689年）10月6日、72歳で没した。
杉本家は代々幕医として幕府に仕え、代々「杉本忠庵」を名乗った。良英（3代目）、良貞（4代目）、良献（5代目）、良敬（6代目）と続いた。同じく法印に叙任され宗春院と号した良敬(第6代仲温）はその中でも著名である。